# Anthophora fraterna
Anthophora fraterna är en biart som beskrevs av Charles Thomas Bingham 1897. Anthophora fraterna ingår i släktet pälsbin, och familjen långtungebin. Inga underarter finns listade i Catalogue of Life.